# Homoeothele
Homoeothele micans es una especie de araña araneomorfa de la familia Gnaphosidae. Es la única especie del género monotípico Homoeothele.  

## Distribución
Es originaria de Australia Occidental.